# Hendrik van Podiebrad
Hendrik van Podiebrad bijgenaamd de Oudere (circa 1448 - Glatz, 1498) was van 1462 tot 1498 hertog van Münsterberg, van 1492 tot 1498 hertog van Oels en van 1465 tot 1472 hertog van Troppau. Ook was hij landeshauptmann en gouverneur van het koninkrijk Bohemen.

## Levensloop
Hendrik de Oudere was de derde zoon van Boheemse koning George van Podiebrad en diens eerste echtgenote Kunigunde van Sternberg. 
Hendrik werd door zijn vader beschouwd als troonopvolger voor de Boheemse troon. In 1459 werd zijn oudste broer George door keizer Frederik III benoemd tot keizerlijk graaf, in 1462 gevolgd door Hendrik en zijn halfbroer Hendrik de Jongere. Op hetzelfde moment kregen Hendrik en zijn broers de titels van hertog van Münsterberg en graaf van Glatz toegewezen. Nadat hun vader in 1464 het hertogdom Troppau had bemachtigd, kregen Hendrik de Oudere, Victor en Hendrik de Jongere dit hertogdom in 1465.
Na het overlijden van zijn vader op 22 maart 1471 werd Hendrik de Oudere in afwachting van de komst van de nieuwe koning tot gouverneur van het koninkrijk Bohemen benoemd. In deze functie ontving hij op 10 augustus 1471 in Glatz de nieuw verkozen Boheemse koning Wladislaus II Jagiellon. Later werd Hendrik de Oudere nog enkele keren tot gouverneur benoemd op momenten dat Wladislaus II Jagiellon afwezig was. 
In 1472 verdeelden Hendrik en zijn broers de bezittingen van hun vader volgens het erfenisplan dat hij opgesteld had. Hierbij behield Hendrik het graafschap Glatz en het hertogdom Münsterberg, evenals enkele domeinen in het oosten van Bohemen. Hij resideerde voornamelijk vanuit het kasteel van Glatz. Tijdens zijn regering breidde hij zijn domeinen uit door meerdere gebieden te annexeren.
Nadat de mannelijke lijn van de tak Oels van het huis Piasten in 1492 was uitgestorven, erfde Hendrik het hertogdom Oels. De volgende jaren moest hij echter heel wat van zijn gebieden verkopen wegens zijn hoge schulden, veroorzaakt door zijn deelnames aan de oorlogen tegen de Hongaarse koning Matthias Corvinus.
In 1498 stierf Hendrik de Oudere, waarna hij werd bijgezet in het Franciscanenklooster van Glatz. In 1558 werd zijn lichaam overgebracht naar de hoofdkerk van Glatz.

## Huwelijk en nakomelingen
In 1467 huwde Hendrik in Eger met Ursula van Brandenburg (1450-1508), dochter van keurvorst Albrecht Achilles van Brandenburg. Ze kregen acht kinderen:
- Albrecht (1468-1511), hertog van Münsterberg-Oels
- George (1470-1502), hertog van Münsterberg-Oels
- Jan (1472)
- Margaretha (1473-1530), huwde in 1494 met vorst Ernst van Anhalt-Dessau
- Karel I (1476-1536), hertog van Münsterberg-Oels
- Lodewijk (1479-1480)
- Magdalena (1482-1513)
- Sidonia (1483-1522), huwde in 1515 met graaf Ulrich van Hardegg